# Roberto Soares Anghinetti
Roberto Soares Anghinetti, meglio noto come Robertinho (Belo Horizonte, 13 giugno 1988), è un ex calciatore brasiliano, di ruolo attaccante.

## Carriera
In carriera ha giocato 10 partite di qualificazione per l'Europa League, realizzandovi anche quattro reti.